# Isola Doumer
L'isola Doumer è un'isola lunga 8,3 km e larga 3,7 km sormontata da un picco piramidale coperto di neve alto 515 m. È situata tra le parti meridionali delle isole di Anvers e Wiencke nell'Arcipelago di Palmer in Antartide.

## Storia
L'isola fu individuata per la prima volta dalla spedizione belga in Antartide (1897-1899) sotto la guida di Adrien de Gerlache. L'isola fu riposizionata e cartografata dalla prima spedizione francese in Antartide (1903–1905) guidata da Jean-Baptiste Charcot che gli diede questo nome in onore di Paul Doumer, presidente della Camera dei deputati francese e in seguito presidente della Repubblica francese.

## Caratteristiche
Sulla sponda meridionale della South Bay è presente la stazione di ricerca estiva cilena Yelcho, amministrata dall'Instituto Antártico Chileno.
Inoltre, di particolare interesse sono:
- Punta Gauthier, l'estremità settentrionale dell'isola
- Punta Homeward, il lato ovest dell'ingresso della baia della sicurezza
- Punta Lefèvre-Utile, lungo il lato nord dell'Isola
- Collina Stokes